# Lindbergopsallus
Lindbergopsallus is een geslacht van wantsen uit de familie van de Miridae (Blindwantsen). Het geslacht werd voor het eerst wetenschappelijk beschreven door Wagner in 1962.

## Soorten
Het genus bevat de volgende soorten:

- Lindbergopsallus hyperici (Lindberg, 1953)
- Lindbergopsallus impunctatus (Wagner, 1965)
- Lindbergopsallus instabilis (Reuter, 1904)
- Lindbergopsallus laureti (Lindberg, 1936)
- Lindbergopsallus lunariae (Rieger, Strauß & Günther, 2011)
- Lindbergopsallus rumicis (Lindberg, 1953)